# Сирел, Яанус
Яанус Сирел (эст. Jaanus Sirel; 29 июля 1975, Печоры, Псковская область, РСФСР) — эстонский футболист, центральный защитник. Выступал за национальную сборную Эстонии.

## Биография

### Клубная карьера
Начал выступать на взрослом уровне в 17-летнем возрасте в команде высшего дивизиона Эстонии «ЭСДАГ» (позднее переименована в «ДАГ») из Тарту. В команде провёл четыре сезона, за это время она вылетела из высшей лиги, а к середине 1990-х годов прекратила существование. Затем короткое время футболист играл за «Тарту Ялгпалликоол».
В ходе сезона 1996/97 перешёл в «Тулевик» (Вильянди), за который выступал почти десять лет. Неоднократно отдавался в аренду в другие клубы высшего и первого дивизиона Эстонии, входившие, как и «Тулевик», в систему таллинской «Флоры». В составе «Тулевика» в 1999 году стал серебряным призёром чемпионата Эстонии, также был финалистом Кубка страны.
В 2005 году вернулся в Тарту и стал выступать за «Меркуур», вскоре переименованный в «Мааг». В 2007 году «Мааг» объединился с «Таммекой», и футболист продолжил играть за объединённую команду, одновременно работал ассистентом главного тренера и тренером дубля.
В 2008 году завершил профессиональную карьеру, затем три сезона играл за дубль «Тулевика» в низших дивизионах. В 2011 году первая команда «Тулевика» была переведёна на любительский уровень из-за финансовых проблем, и футболист отыграл ещё сезон в её составе.
Всего за карьеру сыграл 316 матчей и забил 20 голов в высшей лиге Эстонии. Одно время входил в топ-10 игроков по числу проведённых матчей в чемпионате.

### Карьера в сборной
Выступал за молодёжную сборную Эстонии.
В национальной сборной Эстонии провёл один матч — 3 июля 2003 года на Кубке Балтии против Литвы (1:5) и стал в нём автором гола.

## Достижения
- Серебряный призёр чемпионата Эстонии: 1999